# Walter Weston
Le révérend Walter Weston, né le 25 décembre 1860 à Derby en Angleterre, et décédé à Londres le 27 mars 1940 à l'âge de 79 ans, est un homme d'Église, missionnaire et alpiniste britannique qui fut conseiller étranger au Japon durant l'ère Meiji. Il est considéré comme le « père de l'alpinisme japonais ».

## Biographie
Weston est né au 22, Parker Street, à Derby en Angleterre. Il est le sixième fils de John Weston, un fabricant d'élastique, et de sa femme, Emma Butland. Il est scolarisé à l'école de Derby de 1876 à 1880 où il détient le record de vitesse sur un mile (4 min 47 s). Il entre ensuite au Clare College à Cambridge, obtenant une licence en 1883 et un master en 1887. Il étudie ensuite à Ridley Hall pour devenir membre de l'Église d'Angleterre.
Ordonné diacre en 1885 puis prêtre en 1886, Weston est nommé curé de Saint-Jean à Reading dans le Berkshire en 1885. Grand amateur d'alpinisme, il effectua plusieurs séjours dans les Alpes pour pratiquer cette discipline.
Weston se rend au Japon en 1888 en tant que missionnaire de l'Église d'Angleterre pour la Church Mission Society. Il travaille d'abord à Kumamoto puis devint aumônier à Kobé de 1889 à 1895. De 1888 à 1915, il passe en tout quinze ans dans ce pays, répartis en trois longues périodes, dont un poste à la cathédrale Saint-André de Yokohama.
Il y pratique l'alpinisme et exprime un fort intérêt pour les paysages, les traditions, les coutumes et la culture japonaises. Il publie Mountaineering and Exploring in the Japanese Alps (« Ascension et exploration des Alpes japonaises ») en 1896. Son travail d'écrivain et de maître de conférences permet alors au public étranger de découvrir le Japon. Il apporte une légitimité universelle au terme « Alpes japonaises », même si ce nom était déjà utilisé avant son arrivée au Japon. Il participe à la création du Club alpin japonais en 1905 et en devint son premier membre honoraire.
Après être retourné au Royaume-Uni durant la Première Guerre mondiale, il s'installe à Londres et devint un membre actif du club alpin de Grande-Bretagne, de la société japonaise de Londres (où il siège au conseil) et de la Royal Geographical Society qui le décora en 1917 pour son travail au Japon.
Il devint maître de conférence à l'université de Cambridge et à la Gilchrist Educational Trust puis devint écrivain.

## Postérité au Japon
Weston et Edward Bramwell Clarke sont reconnus comme ayant permis l'introduction de l'alpinisme comme nouveau sport au Japon. Au crépuscule de la vie de Weston, plusieurs alpinistes britanniques se référaient à lui comme le « père de l'alpinisme japonais ». En 1937, l'empereur Hirohito le décora de l'ordre du Trésor sacré (4e classe) et le club alpin fit apposé une plaque de bronze à son effigie à Kamikōchi dans les Alpes japonaises.
Le parc Weston du mont Ena est inauguré en octobre 2001. Chaque année le 11 mai, le festival Weston au parc ouvre la saison de l'alpinisme dans les Alpes japonaises du Nord.

## Ouvrages
Weston a publié plusieurs ouvrages :
- Mountaineering and Exploring in the Japanese Alps, 1896 ;
- The Playground of the Far East, 1918 ;
- A Wayfarer in Unfamiliar Japan, 1925 ;
- Japan, 1926.